# Ricardo Dabrowski
Ricardo Mariano Dabrowski Weguera (Lomas de Zamora, provincia de Buenos Aires; 28 de marzo de 1961) es un exfutbolista argentino que se desempeñaba como delantero. Jugó en las ligas de Argentina, México y Chile.

## Trayectoria

### Como jugador
Debutó en Argentina, donde jugó por Temperley, Huracán y Platense.
En Chile fue su momento de gloria, ya que en Colo-Colo fue campeón de la Copa Libertadores de América en 1991, siendo el máximo goleador de su equipo y segundo máximo goleador de la Copa con 6 goles, además de ser tricampeón del fútbol chileno, en los años 1989, 1990 y 1991.

### Como Entrenador
Tras su retiro como jugador, sigue ligado al fútbol, primero como ayudante técnico de Mirko Jozic en Colo-Colo, para luego dirigir a Magallanes, Palestino, Santiago Wanderers, Colo-Colo y Sol de América. En su labor como entrenador destaca por haber hecho debutar y darles valoración a muchos jugadores con brillantes carreras, ejemplo de aquello son Arturo Vidal, Jaime Valdés,Luis Antonio Jiménez, Matías Fernández, Jorge Valdivia, Claudio Bravo.
En el fútbol paraguayo potenció al club Sol de América, haciendo debutar jugadores como Bruno Valdez y Cecilio Domínguez.

## Actualidad
Actualmente se ha especializado en el Asesoramiento y Desarrollo de Programas y Proyectos de Fútbol Infantil, Juvenil y Profesional para Clubes, Gobernaciones y otras Instituciones en diferentes países del mundo.

## Clubes

### Como jugador
| Club      | País      | Año       |
| --------- | --------- | --------- |
| Temperley | Argentina | 1978-1982 |
| Huracán   | Argentina | 1983      |
| Toluca    | México    | 1984-1985 |
| Temperley | Argentina | 1986-1987 |
| Colo-Colo | Chile     | 1987-1992 |

### Como entrenador
| Club               | País      | Año       |
| ------------------ | --------- | --------- |
| Magallanes         | Chile     | 1993      |
| Palestino          | Chile     | 1993      |
| Palestino          | Chile     | 1998-2001 |
| Santiago Wanderers | Chile     | 2002      |
| Aldosivi           | Argentina | 2004      |
| Colo-Colo          | Chile     | 2004      |
| Colo-Colo          | Chile     | 2005      |
| Deportes Melipilla | Chile     | 2008      |
| Tiro Federal       | Argentina | 2009      |
| Temperley          | Argentina | 2010-2011 |
| Sol de América     | Paraguay  | 2011-2013 |
| Nacional           | Paraguay  | 2015      |

## Palmarés

### Como jugador

#### Campeonatos nacionales
| Título           | Club      | País  | Año  |
| ---------------- | --------- | ----- | ---- |
| Copa Chile       | Colo-Colo | Chile | 1988 |
| Copa Chile       | Colo-Colo | Chile | 1989 |
| Primera División | Colo-Colo | Chile | 1989 |
| Copa Chile       | Colo-Colo | Chile | 1990 |
| Primera División | Colo-Colo | Chile | 1990 |
| Primera División | Colo-Colo | Chile | 1991 |

#### Campeonatos internacionales
| Título              | Club      | Sede              | Año  |
| ------------------- | --------- | ----------------- | ---- |
| Copa Libertadores   | Colo-Colo | Santiago de Chile | 1991 |
| Recopa Sudamericana | Colo-Colo | Kōbe              | 1992 |